# Aniba santalodora
Aniba santalodora là một loài thực vật]] thuộc họ Lauraceae. Đây là loài đặc hữu của Brasil.